# Sanza Pombo flygplats
Sanza Pombo flygplats är en flygplats i Angola.   Den ligger i provinsen Uíge, i den norra delen av landet, 300 kilometer nordost om huvudstaden Luanda. Sanza Pombo flygplats ligger 1 019 meter över havet.
Terrängen runt Sanza Pombo flygplats är huvudsakligen platt. Sanza Pombo flygplats ligger uppe på en höjd. Runt Sanza Pombo flygplats är det glesbefolkat, med 19 invånare per kvadratkilometer..
I omgivningarna runt Sanza Pombo flygplats växer huvudsakligen savannskog.